# Чокашу (Алба)
Чокашу (рум. Ciocașu) насеље је у Румунији у округу Алба у општини Винцу де Жос. Oпштина се налази на надморској висини од 432 m.

## Становништво
Према подацима из 2002. године у насељу је живело 18 становника, од којих су сви румунске националности.